# Tubalaxia
Genre
Tubalaxia est un genre d'araignées aranéomorphes de la famille des Salticidae.

## Distribution
Les espèces de ce genre se rencontrent au Sri Lanka et en Inde.

## Liste des espèces
Selon World Spider Catalog (version 25.5, 15/08/2024) :
- Tubalaxia aurea Satkunanathan & Benjamin, 2024
- Tubalaxia castanea Satkunanathan & Benjamin, 2024
- Tubalaxia minuta (Prószyński, 1992)

## Systématique et taxinomie
Ce genre a été décrit par Satkunanathan et Benjamin en 2024 dans les Salticidae.

## Publication originale
- Satkunanathan & Benjamin, 2024 : « Multilocus genetic and morphological phylogenetic analysis: unveiling a new genus and species in the tribe Nannenini of jumping spiders (Araneae, Salticidae). » Zoologica Scripta, vol. 53, no 5, p. 688-711.